# 萊達瓦河
46°28′08″N 16°36′44″E / 46.46889°N 16.61222°E

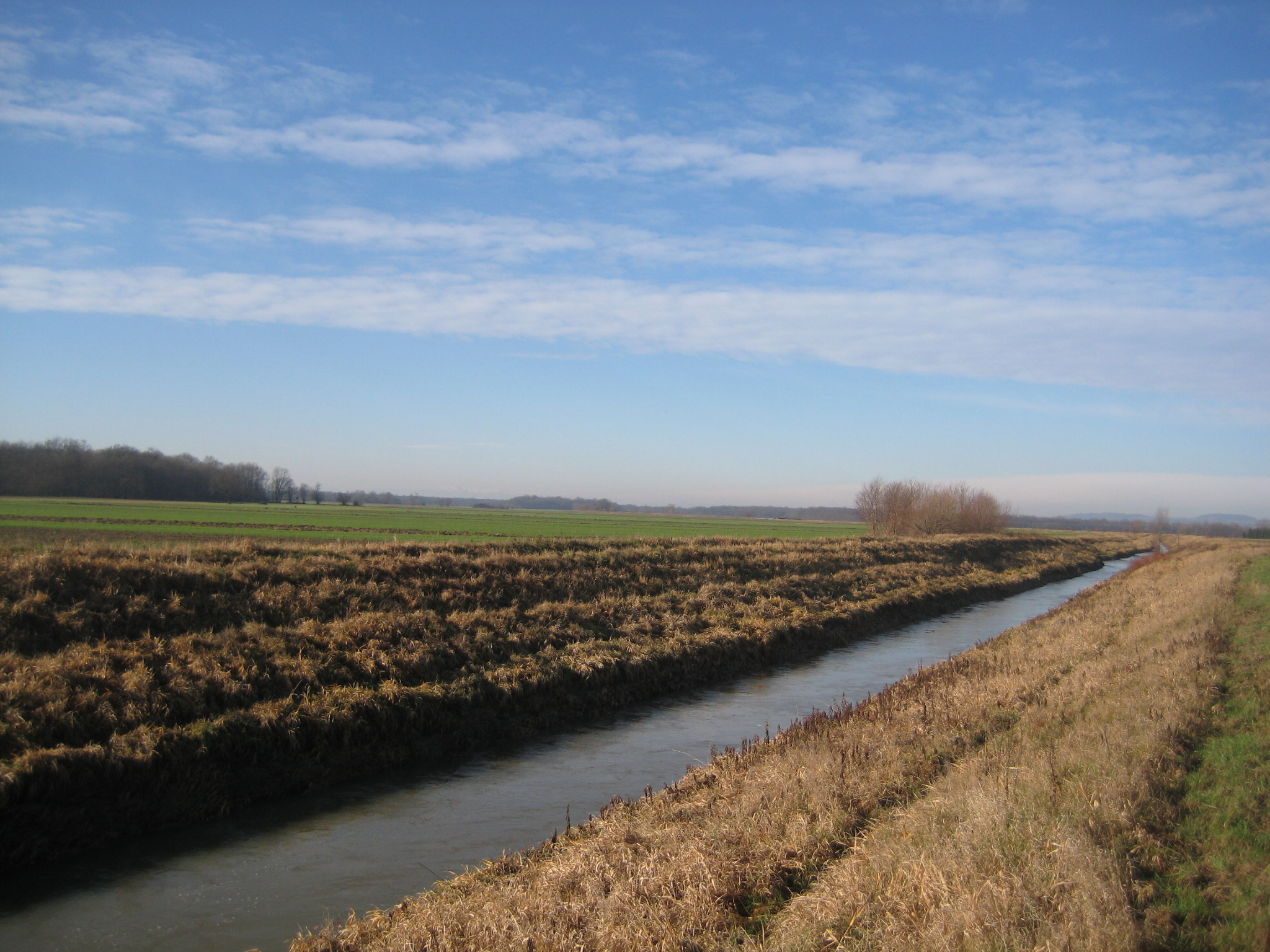

萊達瓦河（德語：Ledava），是中歐的河流，位於斯洛文尼亞東北部和奧地利，屬於穆爾河的左支流，河道全長76公里，流域面積881平方公里，平均流量每秒4.1立方米。